# Capelianus
Capel(l)ianus war ein römischer Senator und Statthalter von Numidien, der im Sechskaiserjahr 238 den Aufstand der Gegenkaiser Gordianus I. und Gordianus II. gegen Maximinus Thrax niederschlug.
Über den familiären Hintergrund des Capelianus ist außer vagen Vermutungen nichts Sicheres bekannt, vielleicht stammte er aus einer senatorischen Familie aus dem numidischen Cirta. Er durchlief den cursus honorum bis zur Prätur und wurde von Maximinus Thrax zum legatus Augusti pro praetore Numidiae ernannt, wo er gleichzeitig auch der legio III Augusta vorstand.
Zu Beginn des Jahres 238 erhoben aufständische Großgrundbesitzer den greisen Prokonsul der Provinz Africa proconsularis, Gordianus, zum Kaiser, der wiederum seinen gleichnamigen Sohn zum Mitregenten erhob. Ohne Befehle abzuwarten, setzte sich Capelianus mit seiner Legion in Bewegung, um den Aufstand in der Nachbarprovinz niederzuschlagen. Nahe bei Karthago schlug er den an Soldaten hoffnungslos unterlegenen Gordianus II., der in der Schlacht fiel, woraufhin dessen Vater Selbstmord beging. Der römische Senat hatte die Usurpation allerdings legitimiert, Maximinus zum Staatsfeind erklärt und als Nachfolger der beiden Gordiane die Senatoren Balbinus und Pupienus ernannt. Maximinus Thrax zog gegen Rom und wurde schließlich im April 238 bei der Belagerung von Aquileia getötet.
Als Motiv des Capelianus gegen Gordianus vorzugehen, wird in den Quellen Hass angegeben; Capelianus und Gordianus waren in der Vergangenheit offenbar heftig aneinandergeraten und daher persönlich verfeindet. Teilweise wird Capelianus auch unterstellt, er habe sich selbst zum Kaiser erheben wollen. Sein Verhalten war aber wohl eher von Treue gegenüber Maximinus bestimmt, dem er auch eidlich verpflichtet war. Sein Beispiel zeigt auch, dass es gegen den angeblich „barbarischen“ Maximinus keine einheitliche Front der Senatoren gab. Das weitere Schicksal des Capelianus ist unbekannt, die ihn unterstützende legio III Augusta wurde von Gordianus III., einem Schwestersohn des Gordianus II. und Nachfolger der mittlerweile ermordeten Balbinus und Pupienus, 239 aufgelöst – eine Entscheidung, die für die Verwundbarkeit Nordafrikas gegenüber Nomadenangriffen in den folgenden Jahren mitverantwortlich gewesen sein dürfte, da es dort nun an regulären römischen Truppen fehlte.